# Малозахаринский сельский совет
Малозахаринский сельский совет (укр. Малозахаринська сільська рада) — входит в состав
Солонянского района
Днепропетровской области
Украины.
Административный центр сельского совета находится в 
с. Малозахарино.

## Населённые пункты совета
- с. Малозахарино
- с. Солнечное